# Lorenzo Suárez de Mendoza
Lorenzo Suárez de Mendoza, quinto conte di la Coruña (Guadalajara, 1518 circa – Città del Messico, 29 giugno 1583), fu il quinto viceré della Nuova Spagna, che governò dal 4 ottobre 1580 al 29 giugno 1583.
Nacque da un nobile famiglia spagnola, essendo discendente diretto di Íñigo López de Mendoza, e cugino di secondo grado di Antonio de Mendoza, primo viceré della Nuova Spagna.

## Gioventù
Suárez de Mendoza fu un uomo di lettere ed uno scrittore di un certo livello. Ricevette elogi per il suo romanzo El pastor de Filida. Partecipò alla guerra ed alla conquista di Tunisi, dove fu portato dal padre che era al seguito dell'imperatore. Fu patrono e protettore della Università di Alcalá.

## Nomina ed arrivo
Il 26 marzo 1580 fu nominato viceré da re Filippo II di Spagna, per rimpiazzare Martín Enríquez de Almansa che era stato spostato diventando viceré del Perù. Suárez de Mendoza fece l'entrata solenne a Città del Messico il 4 ottobre 1580, assumendo formalmente l'incarico di amministratore della Nuova Spagna. La cerimonia fu una delle più fastose mai viste per l'occasione. Il suo carattere amabile e l'attenzione che dedicò agli affari pubblici lo resero una persona popolare.

## Risultati
Essendo un uomo retto ed onesto, uno dei suoi primi obbiettivi fu di porre un freno alla corruzione dilagante nella pubblica amministrazione. Membri della Audiencia, ufficiali governativi, giudici e burocrati vendevano i propri servizi e le proprie decisioni. Suárez tentò di fermare gli abusi riportando alcuni risultati. Fu limitato visto che le sue decisioni dovevano essere approvate dalla Audiencia. Per combattere l'ostruzionismo della Audiencia chiese a re Filippo di nominare un visitador (ispettore). Questo compito fu assegnato a Pedro Moya de Contreras, primo generale della Nuova Spagna, ed ora anche arcivescovo di Città del Messico. Moya de Contreras succedette a Suárez come viceré dopo la morte di quest'ultimo, nel 1580.
Per regolare gli affari commerciali e supervisionare le due grandi fiere, ad Acapulco e Veracruz, Suárez istituì il Tribunal del Comercio, noto anche come Consulado.

## Morte e successione
Suárez de Mendoza, già vecchio quando assunse l'incarico, visse solo tre anni dopo la nomina. Morì il 29 giugno 1583 nella capitale del vicereame. I suoi resti furono deposti nella chiesa di San Francisco, e poi trasferiti in Spagna per essere inumati nella tomba di famiglia. L'Audiencia prese il governo della Nuova Spagna fino alla nomina del nuovo viceré. In quel periodo i membri dell'Audiencia erano Dr. Robles, Lic. Sánchez Paredes e Don Pedro Farfán. Questo governo ad interim dovette affrontare alcune gravi difficoltà, ed i suoi 16 mesi di durata furono molto insicuri. Nel 1584 il nuovo viceré, l'arcivescovo Moya de Contreras, assunse il governo.